# Tegeler Hafen
Der Tegeler Hafen war ein Binnenhafen am Tegeler See im Berliner Ortsteil Tegel des heutigen Bezirks Reinickendorf. Der Tegeler See ist eine Ausbuchtung der Havel.

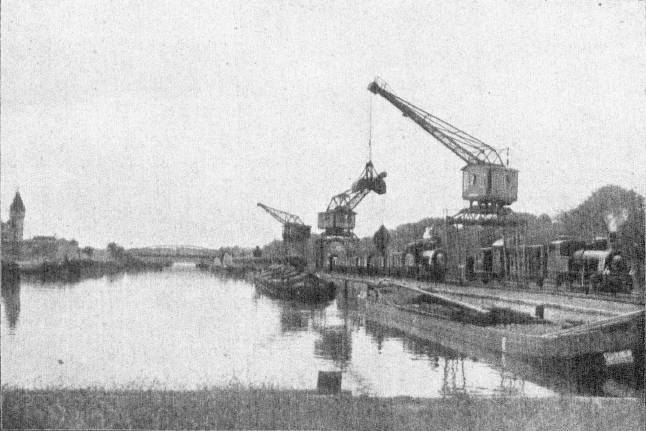
Tegeler Hafen um 1914

Heutige Bebauung

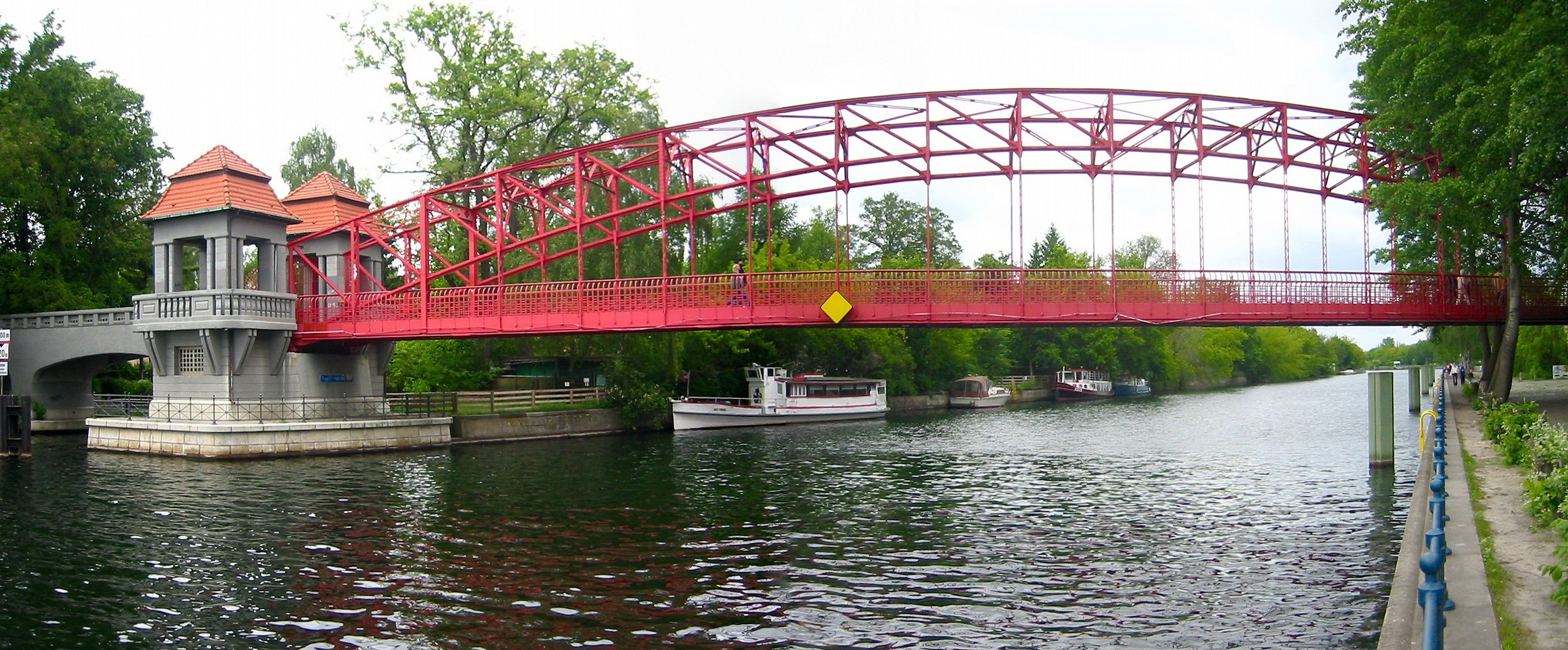
Tegeler Hafenbrücke

Der Bau des Hafens wurde 1907 beschlossen, der Bau begann im gleichen Jahr. Man hoffte, von der Umladung von Gütern, die auf dem seinerzeit projektierten Oder-Havel-Kanal von Stettin nach Berlin transportiert werden würden, zu profitieren. Der Hafen wurde als Verbreiterung des Tegeler Fließes angelegt. Das Hafenbecken war 556 m lang und hatte eine maximale Breite von 62,50 m. 20 Schiffe konnten gleichzeitig anlegen. Der Hafen wurde am 31. Oktober 1908 eröffnet. Mit dem Hafen wurde die Humboldtinsel angelegt, über die der Gleisanschluss zur Industriebahn Tegel–Friedrichsfelde erfolgte. Diese hatte am Tegeler Hafen ihren Endpunkt. Außerdem bestand ein Gleisanschluss über den Bahnhof Berlin-Tegel zur Kremmener Bahn. In den Jahren 1908–1911 wurden drei Vollportal- und Wagendrehkräne gebaut.
Die Hafeneinfahrt wird von der Tegeler Hafenbrücke überspannt, deren Benutzung bis 1922 kostenpflichtig war, weshalb sie auch Sechserbrücke genannt wurde.
1972 wurde der Hafenbetrieb eingestellt. In den Jahren 1985–1988 wurden auf dem ehemaligen Hafengelände zwei- bis siebengeschossigen Wohnhäuser im Stil der Postmoderne als Projekt der Internationalen Bauausstellung 1987 errichtet. Dazu gehört auch die 1988 errichtete Humboldt-Bibliothek. Im ehemaligen Hafenbecken wurde die Tegeler Insel künstlich aufgeschüttet und mit Unterbrechungen ab 2008 ebenfalls mit Wohnbauten bebaut. An den ehemaligen Hafen erinnern noch die Straße Am Tegeler Hafen sowie mehrere Einrichtungen, die Tegeler Hafen im Namen führen.